# Ipepi
Ipepi (Aphopis, nella posteriore versione greca; ... – 1549 a.C. circa) è stato un faraone egizio della XV dinastia.
Quinto re della dinastia, regnò in Egitto durante la dominazione degli Hyksos, il cui primo faraone, Salitis, aveva eletto a capitale Avaris.
Dei re hyksos, Ipepi è tra i meglio conosciuti e il primo che si possa mettere propriamente in rapporto alla storia egizia. Il testo Disputa tra Ipepi e Seqenenra, di cui resta solo l'incipit, lo mette in connessione con Seqenenra Ta'o, re di Tebe, che morì combattendo gli Hyksos. Contro Ipepi combatté anche Kamose, forse figlio di Seqenenra.
Esistono tre cartigli del faraone Ipepi, associati a due diverse grafie del nome. Per questa ragione, alcuni autori hanno preteso di individuare tre differenti Ipepi, mentre altri vi riconoscono un solo faraone, che ebbe un lungo regno e che mutò più volte parte del nome.
Sotto Ipepi, il Nord dell'Egitto riuscì a sconfiggere il Sud con capitale Tebe, a seguito dell'uccisione di Seqenenra.

## Biografia
Ipepi, conosciuto anche come Apophis Aauserra, è noto sia attraverso fonti letterarie sia da fonti archeologiche.
Le fonti archeologiche hanno fornito reperti recanti, apparentemente, il nome di ben tre sovrani hyksos che hanno usato come nomen Ipepi con prenomen diversi, tanto da far supporre l'esistenza di tre sovrani distinti. Dopo Apophis I e II, le fonti riportano Apophis III ultimo del ramo vassallo della XVI dinastia.
In accordo con la tradizione manetoniana e con il Canone Reale, che afferma fossero stati sei i "capi di un paese straniero" (heka waset, da cui hyksos) che governarono l'Egitto, la maggioranza degli studiosi ritiene che si tratti di un'unica figura: quest'unico faraone, durante un lungo regno (comunque non di più di 60 anni, come afferma Giuseppe Flavio) avrebbe più volte cambiato nome per sottolineare l'importanza di particolari avvenimenti storici e per semplificare l'integrazione tra Semiti ed Egizi anche in campo religioso e sociale.
L'unica data che possediamo è il 33º anno, 4º mese di akhet di regno di Aauserra Ipepi, che compare come data di compilazione del Papiro di Rhind, importante testo matematico, copia di un precedente di provenienza tebana.

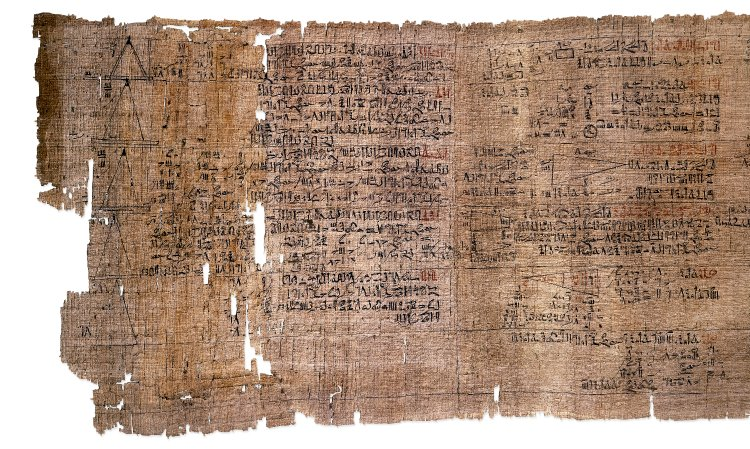
Il papiro di Rhind in cui compare un riferimento all'anno 33 del regno di Apofi

Proprio i rapporti di Ipepi con i sovrani della XVII dinastia sono un'altra delle questioni lungamente dibattute dagli storici. Mentre si è ragionevolmente sicuri che nell'ultima parte del regno Ipepi dovette affrontare, con poca fortuna, i bellicosi principi tebani, è probabile che in una prima fase i rapporti non fossero così tesi. Nella tomba-magazzino di Amenofi I è stato rinvenuto un vaso, conservato attraverso più generazioni, recante un'iscrizione della principessa Herit, sorella di Ipepi, circostanza che ha fatto ipotizzare un possibile matrimonio tra Herit ed un principe tebano.
La circostanza che non solo Herit ma anche le altre sorelle di Ipepi, che su un altro vaso, trovato nel sud di Iberia, si titola come:
portino nomi egizi, come prettamente egizia sia la formula usata nell'iscrizione, fanno ritenere che Ipepi si sia sforzato di farsi accettare, come sovrano, anche dalla componente autoctona della società egizia.
L'inizio delle ostilità tra Tebe ed Ipepi riecheggia in una leggenda, rinvenuta in frammenti, che riporta come il re Ipepi di Avaris avesse mandato al Re Seqenenra Ta'o di Tebe l'ordine di far tacere gli ippopotami sacri in quanto disturbavano il sonno del sovrano.
Nella guerra che seguì Seqenenra Ta'o perse la vita ma gli Hyksos ed i loro alleati egizi (probabilmente i principi della Nubia) furono cacciati dall'Alto Egitto.
La narrazione delle gesta egizie è incisa su due grandi stele innalzate da Kamose, ultimo re della XVII dinastia, e forse figlio di Seqenenra, nel tempio di Amon a Karnak.
L'affermazione, contenuta nella narrazione precedente, di come i sovrani hyksos avessero eletto Seth a loro unica divinità è, con ogni probabilità, una mistificazione posteriore, atta a metterli in cattiva luce. Effettivamente, Seth (o Sutek), adorato nel Basso Egitto fin dall'Antico Regno, venne identificato durante il periodo hyksos con il Teshub mitannico, ma la stessa titolatura di Ipepi, che si nomina figlio di Ra, nega che le altre divinità egizie fossero state ostracizzate.

### Ipepi II
Ipepi II, conosciuto anche con il nome Apophis II Aaqenienra fu un sovrano hyksos, probabile successore di Ipepi I dopo la guerra che quest'ultimo ebbe con il sovrano di Tebe, Kamose.
Purtroppo la cronologia dei sovrani presenta molte lacune ma fu comunque considerato un legittimo sovrano egizio della XV dinastia.
Il suo nome compare su una daga di Luxor. Fece ripristinare il Tempio di Bubasti e si impadronì, come molti predecessori, delle due sfingi di Amenemhat II che si fece portare a Tanis.
Usò a suo nome anche due statue di Smenkhara della XV dinastia.
Alcuni studiosi ipotizzano che Ipepi II Aaqenienra possa essere identificato con il sovrano Aaqen o Aken come da un elenco di alcuni sacerdoti menfiti. Ma altri ipotizzano soltanto i due sovrani

### Ipepi III
Ipepi III, conosciuto anche con il nome di Apophis III Nebkhpeshra risulta quasi sconosciuto perché non è stato ritrovato alcun documento con la titolatura completa e con lui termina il ramo della XVI dinastia hyksos.
Il suo nome compare solo su qualche monumento e su una daga ritrovata a Saqqara. Ebbe probabilmente un regno brevissimo o addirittura non venne considerata legittima la sua successione.

### Conclusione
La questione creata dai tre nomi diversi nasce dal fatto che Sesto Africano modificò leggermente il nome da Apophis a Apopi, ma lasciando solo un Apophis che è individuabile nei geroglifici.
Vi è poi una lista redatta da sacerdoti egizi, ma l'ordine di successione dei sovrani risulta dubbio. Infatti troviamo ad esempio, Apopi prima di Amosis I, seguito da Aken, successore di Ibi e Sharek, ultimo tra i sovrani hyksos. Aken sarebbe poi identificabile con Akenenre.
I sei sovrani hyksos identificati da Manetone e riportati dal Canone di Torino, restano comunque basilari, anche se presenti altri sovrani effimeri.

## Liste Reali
| Giuseppe Flavio | anni di regno | Sesto Africano | anni di regno | Canone Reale    | anni di regno | reperti archeologici                              | altre            |
| Aphophis        | 61            | Apophis        | 61            | perso (n°10.19) |               | Nebkhepeshra Ipepi Aakenenra Ipepi Aauserra Ipepi | Aaquen, Aqen (?) |

## Titolatura
| G5 |

| G5 |

| \| \| | s | R4 · t · p | N17 · N17 |
|       |   |            |           |

|  |

| \| \| | s | R4 · t · p | N17 · N17 |
|       |   |            |           |

|  |

| \| \| | s | R4 · t · p | N17 · N17 |
|       |   |            |           |

|  |

| \| \| | s | R4 · t · p | N17 · N17 |
|       |   |            |           |

|  |

| \| \| | s | R4 · t · p | N17 · N17 |
|       |   |            |           |

|  |

| \| \| | s | R4 · t · p | N17 · N17 |
|       |   |            |           |

|  |

| \| \| | s | R4 · t · p | N17 · N17 |
|       |   |            |           |

|  |

| \| \| | s | R4 · t · p | N17 · N17 |
|       |   |            |           |

|  |

| G16 |

| G16 |

|  |

| G8 |

| G8 |

|  |

| M23 · X1 | L2 · X1 |

| M23 · X1 | L2 · X1 |

| N5 · nb | F23 |

| N5 · nb | F23 |

| N5 · nb | F23 |

| N5 · nb | F23 |

| N5 · nb | F23 |

| N5 · nb | F23 |

| N5 · nb | F23 |

| N5 · nb | F23 |

| G39 | N5 |

| G39 | N5 |

| i | p · p |

| i | p · p |

| i | p · p |

| i | p · p |

| i | p · p |

| i | p · p |

| i | p · p |

| i | p · p |

| G5 |

| G5 |

| \| \| | s | R4 · t · p | N17 · N17 |
|       |   |            |           |

|  |

| \| \| | s | R4 · t · p | N17 · N17 |
|       |   |            |           |

|  |

| \| \| | s | R4 · t · p | N17 · N17 |
|       |   |            |           |

|  |

| \| \| | s | R4 · t · p | N17 · N17 |
|       |   |            |           |

|  |

| \| \| | s | R4 · t · p | N17 · N17 |
|       |   |            |           |

|  |

| \| \| | s | R4 · t · p | N17 · N17 |
|       |   |            |           |

|  |

| \| \| | s | R4 · t · p | N17 · N17 |
|       |   |            |           |

|  |

| \| \| | s | R4 · t · p | N17 · N17 |
|       |   |            |           |

|  |

| G16 |

| G16 |

|  |

| G8 |

| G8 |

|  |

| M23 · X1 | L2 · X1 |

| M23 · X1 | L2 · X1 |

| N5 | O29 · D36 | X7 · n · n |

| N5 | O29 · D36 | X7 · n · n |

| N5 | O29 · D36 | X7 · n · n |

| N5 | O29 · D36 | X7 · n · n |

| N5 | O29 · D36 | X7 · n · n |

| N5 | O29 · D36 | X7 · n · n |

| N5 | O29 · D36 | X7 · n · n |

| N5 | O29 · D36 | X7 · n · n |

| G39 | N5 |

| G39 | N5 |

| i | A2 | p · p |

| i | A2 | p · p |

| i | A2 | p · p |

| i | A2 | p · p |

| i | A2 | p · p |

| i | A2 | p · p |

| i | A2 | p · p |

| i | A2 | p · p |

| G5 |

| G5 |

| \| \| | s | R4 · t · p | N17 · N17 |
|       |   |            |           |

|  |

| \| \| | s | R4 · t · p | N17 · N17 |
|       |   |            |           |

|  |

| \| \| | s | R4 · t · p | N17 · N17 |
|       |   |            |           |

|  |

| \| \| | s | R4 · t · p | N17 · N17 |
|       |   |            |           |

|  |

| \| \| | s | R4 · t · p | N17 · N17 |
|       |   |            |           |

|  |

| \| \| | s | R4 · t · p | N17 · N17 |
|       |   |            |           |

|  |

| \| \| | s | R4 · t · p | N17 · N17 |
|       |   |            |           |

|  |

| \| \| | s | R4 · t · p | N17 · N17 |
|       |   |            |           |

|  |

| G16 |

| G16 |

|  |

| G8 |

| G8 |

|  |

| M23 · X1 | L2 · X1 |

| M23 · X1 | L2 · X1 |

| N5 · O29 | wsr |

| N5 · O29 | wsr |

| N5 · O29 | wsr |

| N5 · O29 | wsr |

| N5 · O29 | wsr |

| N5 · O29 | wsr |

| N5 · O29 | wsr |

| N5 · O29 | wsr |

| G39 | N5 |

| G39 | N5 |

| i | A2 | p · p | i |

| i | A2 | p · p | i |

| i | A2 | p · p | i |

| i | A2 | p · p | i |

| i | A2 | p · p | i |

| i | A2 | p · p | i |

| i | A2 | p · p | i |

| i | A2 | p · p | i |

In talune iscrizioni fu anche usata la forma:

| S38 | X7 · Y1 · n | O6 · t | D56 | t · N25 | N5 | O29 · D36 | wsr | s |

hk3 n hw.t w՚r.t ՚3 wsr r՚ - Il governatore di Avaris, Aauserra

## Datazioni alternative
| Autore  | Anni di regno         |
| ------- | --------------------- |
| Redford | 1605 a.C. - 1555 a.C. |
| Dodson  | 1585 a.C. - 1545 a.C. |
| Ryholt  | 1581 a.C. - 1541 a.C. |
| Franke  | 1574 a.C. - 1534 a.C. |